# Nitro (magazine)
Pour les articles homonymes, voir Nitro.
Nitro est un magazine français créé par le groupe Michel Hommell, spécialisé dans la culture automobile américaine des années 1940 aux années 1980, lancé en mai 1981.

## Description
Tous les deux mois, on peut y lire l’actualité du monde des collectionneurs de voitures américaines, des amateurs de rods, de customs et de drag racing, avec les plus belles restaurations et réalisations françaises dans ces domaines.
Les véhicules « hors du commun », de tourisme, de course ou de show,  sont présentés, racontés et décryptés dans Nitro au travers d'articles techniques ou historiques, de sujets « mag » et de comptes rendus de shows et événements.